# Beatriz y Benedicto
Beatriz y Benedicto (título original en francés, Béatrice et Bénédict) es una opéra-comique en dos actos con música y libreto en francés de Hector Berlioz, quien se basó en la obra de Shakespeare Much Ado About Nothing (Mucho ruido y pocas nueces). Se estrenó en el Theater der Stadt, de Baden-Baden, el 9 de agosto de 1862.

## Historia
Berlioz completó la partitura al mismo tiempo que terminaba y producía su obra maestra, la ópera monumental Los troyanos. Se estrenó en el Theater der Stadt, de Baden-Baden, el 9 de agosto de 1862, con éxito. Poco después Berlioz dirigió las dos primeras representaciones de una versión en alemán en Weimar, donde quedó "abrumado por toda clase de cortesías", como recuerda en sus memorias.
Las primeras representaciones de la ópera en Francia tuvieron lugar en la Opéra-Comique en 1890. De nuevo se produjo en ese teatro en 2010. Beatriz y Benedicto se representa rara vez y nunca ha entrado a formar parte del repertorio. En las estadísticas de Operabase Archivado el 14 de mayo de 2017 en Wayback Machine. aparece con solo 7 representaciones para el período 2005-2010. Entre producciones recientes se encuentran la de Ámsterdam y la Ópera Nacional Galesa en 2001, la Ópera de Santa Fe en 2004, Estrasburgo en 2005, Ópera Lírica de Chicago en 2007, Houston Grand Opera en 2008, y Ópera de Boston en 2011.
Hay varias grabaciones de la ópera, y su obertura se oye con frecuencia en las salas de conciertos como pieza independiente.

## Personajes
| Personaje                                             | Tesitura     | Reparto del estreno, 9 de agosto de 1862 (Director: Hector Berlioz) |
| ----------------------------------------------------- | ------------ | ------------------------------------------------------------------- |
| Héro                                                  | soprano      | Monrose                                                             |
| Béatrice                                              | mezzosoprano | Anne-Arsène Charton-Demeur                                          |
| Bénédict                                              | tenor        | Achille-Félix Montaubry                                             |
| Don Pedro                                             | bajo         | Mathieu-Émile Balanqué                                              |
| Claudio                                               | barítono     | Bernard Lefort                                                      |
| Somarone                                              | bajo         | Victor Prilleux                                                     |
| Ursule                                                | contralto    | Coralie Geoffroy                                                    |
| Léonato                                               | hablado      | Guerrin                                                             |
| Sicilianos, señores, damas, músicos, doncellas - Coro |              |                                                                     |

## Argumento
Tiempo: siglo XVI.
Lugar: Mesina, Sicilia.

### Acto I
Don Pedro, príncipe de Aragón, está visitando Mesina después de una exitosa victoria militar sobre los moros, que se celebra por toda Sicilia. Se le unen dos amigos y compañeros soldados, Claudio y Bénédict. Los saluda Léonato, gobernador de Mesina, junto con su hija, Héro, y su sobrina, Béatrice.
Héro espera el regreso de su prometido, Claudio. Béatrice pregunta por Bénédict, de quien se burla. Intercambian insultos y bromean el uno con el otro. Bénédict jura a sus amigos que nunca se casará. Más tarde, Claudio y Pedro planean engañar a Bénédict para que se case con Béatrice. Sabiendo que él está escuchando, Léonato asegura a Pedro que Béatrice ama a Bénédict. Al oír esto, Bénédict decide que el amor de Béatrice no debe quedar sin respuesta, y así decide perseguirla. Mientras tanto, en otro lugar, Héro y su ayudante, Ursula, hacen un truco similar con Béatrice quien ahora cree que Bénédict la ama secretamente.

### Acto II
Para celebrar la próxima boda de Claudio y Héro, Léonato celebra un baile de máscaras. Un maestro de música local, Somarone, lidera el grupo en el canto y todo el mundo se divierte salvo Béatrice que se da cuenta de que se ha enamorado de Bénédict. Cuando se dispone a marcharse se encuentra con Bénédict, lo que da lugar a un intercambio en el que ambos intentan ocultar su amor mutuo. Un notario solemniza el matrimonio y, tal como planeó Léonato, pide que se adelante una segunda pareja. Bénédict reúne el coraje para declarar su amor por Béatrice y los dos firman el contrato de matrimonio junto con Héro y Claudio.

## Grabaciones
Hay varias grabaciones de la ópera, y la obertura, que se refiere a varios pasajes de la ópera sin convertirse en un popurrí, se oye frecuentemente en conciertos y ha sido grabado varias veces.
- Josephine Veasey (Béatrice), John Mitchinson (Bénédict), April Cantelo (Héro), Helen Watts (Ursule), John Cameron (Claudio), John Shirley-Quirk (Don Pédro), Eric Shilling (Somarone), Orquesta Sinfónica de Londres dirigida por Colin Davis. L'Oiseau-lyre SOL 256-7 (1962).
- Janet Baker (Béatrice), Robert Tear (Bénédict), Christiane Eda-Pierre (Héro), Helen Watts (Ursule), Thomas Allen (Claudio), Robert Lloyd (Don Pédro), Jules Bastin (Somarone), Orquesta Sinfónica de Londres dirigida por Colin Davis. Philips 6700 121 (1977)
- Yvonne Minton (Béatrice), Plácido Domingo (Bénédict), Ileana Cotrubaş (Héro), Nadine Denize (Ursule), Roger Soyer (Claudio), John Macurdy (Don Pédro), Dietrich Fischer-Dieskau (Somarone), Orquesta de París dirigido por Daniel Barenboim. Deutsche Grammophon 2707 130 (1981).
- Susan Graham (Béatrice), Jean-Luc Viala (Bénédict), Sylvia McNair (Héro), Catherine Robbin (Ursule), Gilles Cachemaille (Claudio), Vincent le Texier (Don Pédro), Gabriel Bacquier (Somarone), Coro y Orquesta de la Ópera de Lyon, John Nelson (director). Erato 2292-45773 (1991).
- Enkelejda Shkosa (Béatrice), Kenneth Tarver (Bénédict), Susan Gritton (Héro), Sara Mingardo (Ursule), Laurent Naouri (Claudio), David Wilson-Johnson (Somarone), Orquesta Sinfónica de Londres dirigida por Colin Davis. Orquesta Sinfónica de Londres en vivo (2000)